# Giulio Petroni
Giulio Petroni (Roma, 21 de septiembre de 1917-Roma, 31 de enero de 2010) fue un director, escritor y guionista italiano, mejor conocido por sus spaghetti westerns Da uomo a uomo (1967), con Lee Van Cleef en uno de sus primeros papeles protagónicos, ...e per tetto un cielo di stelle (1968), con Giuliano Gemma, y Tepepa (1969), con Orson Welles y Tomás Milián.
Ocasionalmente, Petroni ha aparecido bajo el seudónimo de Jeremy Scott.

## Biografía
Nació en Roma el 21 de septiembre de 1917. Después de licenciarse en literatura, comenzó a trabajar como director realizando un cortometraje para el noticiero INCOM, titulado Goethe en Roma. También trabajó como columnista en varios periódicos.
Después de la Segunda Guerra Mundial, Petroni —quien había participado como partidario de los comunistas y antifascistas— fue a Ceilán, donde dirigió el departamento de cine local y realizó documentales; a su regreso continuó esto con una serie de documentales políticos. En sus largometrajes también se pueden descubrir temas políticos: el wéstern revolucionario Tepepa, en particular, ofrece una gran cantidad de material para el análisis político.
Debutó como director en 1959 con la película de comedia La cento chilometri, a la que le siguieron otros dos largometrajes el mismo año. Después trabajó para la cadena RAI hasta que en 1966 volvió a la gran pantalla y tuvo especial éxito en el género spaghetti western.
A partir de 1967, Petroni dirigió cinco spaghetti western, generalmente considerados entre los más importantes de su género. Además de los mencionados, entre los títulos destacan La noche de las serpientes (1969) y Ya le llaman Providencia (1972), con Tomás Milián como Provvidenza.
Después de retirarse del negocio cinematográfico a finales de la década de 1970, Petroni se dedicó a escribir como novelista y ensayista. En 1986 ganó el Premio Dessì de ficción.

## Filmografía

### Director y guionista
- La cento chilometri (1959)
- ...e per tetto un cielo di stelle (1968)
- Tepepa (1969)
- La noche de las serpientes (1969)
- Non commettere atti impuri (1971)
- Ya le llaman Providencia (1972)
- Labbra di lurido blu (1975)
- L'osceno desiderio (1977) (como Jeremy Scott, posteriormente repudiada por el director)
- Il rivale (1987)

### Director solamente
- I piaceri dello scapolo (1960)
- I soliti rapinatori a Milano (1961)
- Una domenica d'estate (1966)
- Da uomo a uomo (1967)
- ...e per tetto un cielo di stelle (1968) (bajo el nombre de Giulio Petrony)
- Crescete e moltiplicatevi (1973)

## Obras literarias
- Il rivale, Marsilio, Venecia 1980.
- Le speranze e gli inganni, Dalia, Roma 1986.
- Il rancore, Dalia, Roma 1989.
- La strega di Colobraro, Dalia, Roma 1992.
- Se questa è una patria, Dalia, Roma 1995.
- Le ceneri del cinema italiano, Dalia, Roma 2001.
- La quadrupla verità, Dalia, Roma 2001.
- Lore Blum, Dalia, Roma 2002.
- Sgarbo a Sgarbi e la sua band, S.l. Dalia, 2002.
- Le passeggiate nelle sabbie mobili, Dalia, Roma 2004.
- Trash, Dalia, Roma 2004.